# Elymus dentatus
Elymus dentatus är en gräsart som först beskrevs av Joseph Dalton Hooker, och fick sitt nu gällande namn av Nikolai Nikolaievich Tzvelev. Elymus dentatus ingår i släktet elmar, och familjen gräs. Inga underarter finns listade i Catalogue of Life.